# 吉川エミリー
吉川 エミリー（よしかわ エミリー、1980年6月3日 - ）は、日本のAV女優。ドミニカ共和国人と日本人との混血。セクシア所属、血液型A型、身長:158cm、スリーサイズ:B93(F)・W55・H85。

## 作品

### アダルトビデオ
- Follow me
- 愛欲人形
- 青い体験
- 絶対快楽主義
- タマにはしゃぶりたい
- 汚された裸体
- 裏ビデ王

## 出演

### バラエティ
- シブ姫（KBS）

リポーターとして出演。
- トゥナイト2

黄金比の乳房をもつ女性候補の一人として出演、北野誠や杉作J太郎と共に乳首の計測に協力した。